# Фірсово 1-е
Фі́рсово 1-е (рос. Фирсово 1-е) — село у складі Стрітенського району Забайкальського краю, Росія. Входить до складу Фірсовського сільського поселення.

## Історія
Село було утворено 2013 року шляхом виділення зі складу села Фірсово.